# Tomasz Bazan
Tomasz Bazan (ur. 14 listopada 1982 r. w Przeworsku) – tancerz, reżyser teatralny i choreograf, założyciel Teatru Maat Projekt, aktor.

## Życiorys
Ukończył studia na wydziale Kulturoznawstwa Uniwersytetu Marii Curie-Skłodowskiej w Lublinie ze specjalizacją Krytyka i Promocja Sztuk Plastycznych. Wśród swoich nauczycieli najchętniej wymienia francuskiego malarza i scenografa Jeana Marco. Tańca uczył się od wielu znakomitych tancerzy i mistrzów sztuk walki, m.in.: Daisuke Yoshimoto, Atsushiego Takenouchiego, Katsury Kana, Yossi Berga, Odett Graff, Shizamitu Tiena, Jurija Pstrowskiego, Moniki Tachman, Sashy Waltz. Specjalizuje się w chińskim stylu sztuki walki Lang. 
Współpracował z Ośrodkiem Praktyk Teatralnych „Gardzienice”, Stowarzyszeniem Teatralnym Chorea, Inernational Theatre Art Of Now, Compagnie le Sablier, Les Kurbas Theatre we Lwowie, Dance Art Now w Londynie i Operą Narodową – Teatrem Wielkim w Warszawie. Był także rezydentem Art Stations Kulczyk Foundation w roku 2008. Jest członkiem interdyscyplinarnej Kunst Gillian Gallery w Berlinie. 
W roku 2004 założył niezależny Teatr Maat Projekt z siedzibą w Centrum Kultury w Lublinie. Realizuje w jego ramach autorski program treningu fizycznego i poszukiwań kulturowych na terenie całej Polski i w Europie. Głównym celem działalności artystycznej prowadzonej przez Teatr MAAT jest „odnalezienie języka ciała”, w którym „technika jest się ważnym, lecz nie pierwszoplanowym narzędziem”. Za główny środek wyrazu zespół obrał eksperymenty z użyciem wielu współczesnych technik tanecznych, ze szczególnym naciskiem na taniec intuitywny i poszukiwanie europejskiego kontekstu biologicznego tańca somatycznego. Bazan zrealizował szereg interdyscyplinarnych projektów na pograniczu spektakli, happeningów, instalacji kolektywnych, performance pokazywanych w Polsce i za granicami kraju (Niemcy, USA, Norwegia, Ukraina, Białoruś, Francja, Słowacja, Wielka Brytania, Hiszpania, Belgia, Izrael). Stworzył swój własny i rozpoznawalny styl. Krytyka uznała działania Tomasza Bazana za jedne z najważniejszych tego typu w Polsce, czego dowodem była prezentacja spektakli Tomasza Bazana na wszystkich dotychczasowych edycjach Polskiej Platformy Tańca. Tomasz Bazan jest także twórcą i kuratorem pięciu edycji Międzynarodowego Festiwalu Eksperymentalnego Tańca i Ruchu MAAT FESTIVAL. W 2013 r. program kuratorski MAAT FESTIVAL przekształcił się w międzynarodowy program rezydencyjny, w ramach którego widzowie mogą spotykać się z artystami przez cały rok (finał w grudniu 2014 r.)
Stypendysta Ministra Kultury i Dziedzictwa Narodowego RP (2011). Laureat nagrody Prezydenta Miasta Lublina za całokształt pracy artystycznej. W 2008 r. został rezydentem programu Solo Projekt w Poznaniu dla młodych choreografów, w ramach którego zreazliował solo Lang (Art Stations Foundation Stary Browar Nowy Taniec).
Od 2012 r. należy do najbliższych współpracowników Krzysztofa Garbaczewskiego. Dołączył do obsady Życia seksualnego dzikich w Nowym Teatrze w Warszawie. Tańczył w Everyman Jack of You i Forgiveness Erika Ehna na deskach Teatru La MaMa w Nowym Jorku (w ramach projektu Soulographie. Z mitem „Nowego Jorku Europy” spotkał się na Festiwalu Łódź 4 Kultur, gdzie wziął udział w projekcie Łódzkie podwórka. Spektakl multimedialny powstał na motywach „Samotności pól bawełnianych” Bernard-Marie Koltèsa. W maju 2013 r. w Komunie//Warszawa wcielił się w jedną z wersji Bertolta Brechta w „herb brecht” (obok Marcina Cecko, Krzysztofa Garbaczewskiego i Joanny Dudy). 1 sierpnia 2013 r. miała miejsce premiera Kamiennego nieba zamiast gwiazd Marcina Cecko. Tomasz Bazan stworzył postać Warsa i stał się jedną z twarzy spektaklu - koprodukcji Muzeum Powstania Warszawskiego i Nowego Teatru w Warszawie.
Od października 2013 roku jest członkiem międzynarodowego zespołu kuratorów interdyscyplinarnego projektu Contexts bodies w Tel Awiwie.
Tomasz Bazan zajmuje się poza tym prowadzeniem warsztatów, staży, a także coachingiem.

## Ważniejsze projekty reżyserskie i choreograficzne
- Teika, Międzynarodowy Festiwal Teatralny „Konfrontacje”, Teatr Maat Projekt (reżyseria i choreografia, 2006)
- Krótkie smakowanie życia, Międzynarodowy Festiwal Teatralny „Konfrontacje”, Teatr Maat Projekt (reżyseria i choreografia, 2007)
- My(requiem), Teatr Maat Projekt, Teatr Centralny w Lublinie (reżyseria i choreografia, 2008)
- Eveline, Les Kurbas Theatre we Lwowie (reżyseria i choreografia, 2009)
- Madame Bovary, reż. Radek Rychcik, Teatr Dramatyczny w Warszawie (choreografia, 2010)
- Król Olch, reż. Ewa Wyskoczyl, Teatr Maat Projekt, Teatr Centralny w Lublinie (choreografia, 2010)
- Hsucia, Fundacja Ciało/Umysł, Teatr Maat Projekt (reżyseria i choreografia, 2010)
- Kamień i popioły, reż. Artur Urbański, Teatr Powszechny w Warszawie (choreografia, 2010)
- Indukcje, Teatr Maat Projekt, Centrum Kultury w Lublinie, Międzynarodowy Festiwal Teatralny „Konfrontacje” (reżyseria i choreografia, 2010)
- Hermeneia, realizacja programu stypendialnego Ministra Kultury i Dziedzictwa Narodowego, Teatr Praga w Warszawie (reżyseria i choreografia, 2011)
- To pewnie wina krajobrazu, reż. Justyna Wasilewska, w ramach programu stypendialnego Justyny Wasilewskiej Młoda Polska (choreografia, 2011)
- Święto wiosny, Teatr Maat Projekt, Centrum Kultury w Lublinie, Teatr Centralny w Lublinie, Open Lattitude France (reżyseria i współchoreografia, 2011)
- I ifigenia, Teatr Nowy w Łodzi (reżyseria i choreografia, 2012)
- Station de corps, Art Stations Foundation Stary Browar, Teatr Maat Projekt, Oliver Ricco Foundation (reżyseria i choreografia, 2012)
- Orlandoi, Teatr Maat Projekt, Centrum Kultury w Lublinie, Teatr Dramatyczny w Warszawie (reżyseria i choreografia, 2013)
- Błękitny ptak, reż. Łukasz Zaleski, Teatr im. Wojciecha Bogusławskiego w Kaliszu (choreografia, 2013)
- Whatever, CK Zamek Poznań, Teatr Maat Projekt, Maat Festival, Centrum Kultury w Lublinie (reżyseria i współchoreografia, 2013)

## Ważniejsze projekty aktorskie
- Tańce labiryntu, Ośrodek Praktyk Teatralnych Gardzienice (2004)
- Sny oceanu i Apoptosis, reż. i choreogr. Sylwia Hanff, Teatr Limen w Warszawie (2007)
- Ostatni taki ojciec, reż. Łukasz Witt-Michałowski, Scena Prapremier Invitro – Centrum Kultury w Lublinie, Teatr Centralny w Lublinie (2009)
- Bracia Karamazow, reż. Janusz Opryński, Teatr Provisorium w Lublinie, Centrum Kultury w Lublinie (2011)
- Wyspy. reż. Renate Jett, Nowy Teatr w Warszawie (2011)
- Bio obiekt, program polskiej prezydencji w Europie Białoruś (Mińsk), Niemcy (Berlin), Francja (Paryż, Angouleme), Hiszania (Madryt), Belgia (Bruksela), Anglia (Londyn) – 2011
- Hiszpanka Xawerego Kowalskiego, reż. Łukasz Barczyk (Warszawa 2012)
- Everyman Jack of You i Forgiveness, reż. Krzysztof Garbaczewski, La Mama w Nowym Jorku (2012)
- Życie seksualne dzikich Marcina Cecko, reż. Krzysztof Garbaczewski, Nowy Teatr w Warszawie (2012)
- Kamienne niebo zamiast gwiazd Marcina Cecko, reż. Krzysztof Garbaczewski, Nowy Teatr w Warszawie/Muzeum Powstania Warszawskiego (2013)

## Nagrody
- 2008: Łódź - Łódzkie Spotkania Teatralne - wyróżnienie dla spektaklu My(requiem) Teatru Maat Projekt i Teatru Centralny Lublin
- 2008: Warszawa  konkurs TVP Dolina Kreatywna - nagroda Telewizji Polskiej w dziedzinie Teatr
- 2008: Lublin - nagroda Prezydenta Miasta Lublina za całokształt pracy artystycznej
- 2009: Gdańsk - pozakonkursowa nagroda uznaniowa Baltic Movement Contest
- 2009: Warszawa - konkurs Baltic Movement Contest - Żuraw 2009 w dziedzinie Teatr
- 2010: Berlin - nagroda Kunst Gillian Gallery Berlin za osobowość sceniczną 2010 r.
- 2012: Łódź - Złota Maska przyznawana przez łódzkich recenzentów teatralnych - nagroda za reżyserię I Ifigenia z Teatru Nowego w Łodzi